# 宗福先
宗福先（1947年2月15日—），男，江苏常熟人，中国剧作家，中国戏剧家协会理事，中国作家协会全国委员会委员，中国电影金鸡奖最佳编剧。